# Lingue maipure
Il termine lingue maipure viene usato in modo diverso nel mondo della linguistica: per alcuni studiosi è sinonimo di lingue arawak, per altri intende invece un sottogruppo di quella famiglia linguistica; in più, a seconda della scuola di pensiero, sono diverse le lingue che apparterrebbero alla famiglia.

## Classificazione
Quella che segue è la classificazione proposta da Ethnologue.com
(tra parentesi tonda il numero di lingue di ogni sottogruppo o lo stato in cui viene parlato), [tra parentesi quadre il codice linguistico internazionale].
- Lingue maipure (54)
  - Settentrionali (24)
    - Nord-orientali (1)
      - Lingua Palikúr [plu] (Brasile)

    - Marittime (8)
      - Ta-Maipure (5)
        - Lingua Arawak [arw] (Suriname)
        - Lingua Paraujano [pbg] (Venezuela)
        - Lingua Taíno [tnq] (Puerto Rico)
        - Lingua Wayuu [guc] (Colombia)
        - Iñeri (1)
          - Lingua Garifuna [cab] (Honduras)

      - Wapixana (3)
        - Lingua Atorada [aox] (Guyana)
        - Lingua Mapidian [mpw] (Brasile)
        - Lingua Wapishana [wap] (Guyana)

    - Alta Amazzonia (15)
      - Lingua Resígaro [rgr] (Perù)
      - Alta Amazzonia Centrale (3)
        - Baré (1)
          - Lingua Baré [bae] (Venezuela)

        - Yavitero (2)
          - Lingua Baniva [bvv] (Venezuela)
          - Lingua Yavitero [yvt] (Venezuela)

        - Nawiki orientali (3)
          - Lingua Tariana [tae] (Brasile)
          - Karu (2)
            - Lingua Baniwa [bwi] (Brasile)
            - Lingua Curripaco [kpc] (Colombia)

      - Non classificate (2)
        - Lingua Xiriâna [xir] (Brasile)
        - Lingua Yabaâna [ybn] (Brasile)

      - Nawiki occidentali (6)
        - Lingua Cabiyarí [cbb] (Colombia)
        - Lingua Yucuna [ycn] (Colombia)
        - Piapoco (2)
          - Lingua Achagua [aca] (Colombia)
          - Lingua Piapoco [pio] (Colombia)

        - Warekena (2)
          - Lingua Guarequena [gae] (Venezuela)
          - Lingua Mandahuaca [mht] (Venezuela)

  - Meridionali (30)
    - Campa (11)
      - Lingua Asháninka [cni] (Perù)
      - Ashéninga (8)
        - Lingua Ajyíninka Apurucayali [cpc] (Perù)
        - Lingua Ashéninka Pajonal [cjo] (Perù)
        - Lingua Ashéninka Perené [prq] (Perù)
        - Lingua Ashéninka, Pichis [cpu] (Perù)
        - Lingua Ashéninka, Sud Ucayali [cpy] (Perù)
        - Lingua Ashéninka, Ucayali-Yurúa [cpb] (Perù)
        - Lingua Nanti [cox] (Perù)
        - Lingua Nomatsiguenga [not] (Perù)

      - Machiguenga (2)
        - Lingua Caquinte [cot] (Perù)
        - Lingua Machiguenga [mcb] (Perù)

    - Centrali (5)
      - Paresí (2)
        - Lingua Parecís [pab] (Brasile)
        - Lingua Saraveca [sar] (Bolivia)
        - Waurá (3)
          - Lingua Mehináku [mmh] (Brasile)
          - Waurá-Meinaku (2)
          - Lingua Waurá [wau] (Brasile)
          - Lingua Yawalapití [yaw] (Brasile)

    - Meridionali esterne (12)
      - Mojo (4)
        - Lingua Baure [brg] (Bolivia)
        - Lingua Paunaka [pnk] (Bolivia)
        - Mojo (2)
          - Lingua Ignaciano [ign] (Bolivia)
          - Lingua Trinitario [trn] (Bolivia)

      - Piro (6)
        - Lingua Apurinã [apu] (Brasile)
        - Lingua Iñapari [inp] (Perù)
        - Lingua Kanamarí [knm] (Brasile)
        - Piro (3)
          - Lingua Machinere [mpd] (Brasile)
          - Lingua Mashco Piro [cuj] (Perù)
          - Lingua Yine [pib] (Perù)

      - Terena (2)
        - Lingua Guana [gqn] (Brasile)
        - Lingua Terêna [ter] (Brasile)

    - Occidentali (2)
      - Lingua Chamicuro [ccc] (Perù)
      - Lingua Yanesha’ [ame] (Perù)